# I am Georgina
I am Georgina  è un reality trasmesso su Netflix che delinea un ritratto intimo ed approfondito della vita quotidiana di Georgina Rodriguez, madre, influencer, imprenditrice, modella e nota compagna del calciatore Cristiano Ronaldo.
La prima edizione del reality è stata trasmessa il 27 gennaio 2022 in Spagna.

## Il programma
Il 31 dicembre 2021, la modella Georgina Rodriguez annunciò che avrebbe condotto la sua serie reality di lunga durata, Soy Georgina, che sarebbe andata in onda per la prima volta nel gennaio 2022. Due giorni prima del suo lancio, la modella pubblicò anche sulla sua pagina Instagram un trailer che annunciava l'inizio della sua serie, aggiungendo che il lancio  sarebbe stato fatto lo stesso giorno del suo 28º compleanno da Dubai.
Il 15 ottobre 2022, al termine della prima stagione della serie, l'influencer ha confermato che ci sarebbe stata una seconda stagione della serie.
Il 30 gennaio 2023 Netflix ha annunciato l'uscita del reality show di Georgina Rodriguez, aggiungendo quanto segue: "Se la prima stagione è stata un successo, la seconda stagione sarà ancora migliore", confermando che la docu-serie sarebbe uscita il 24 marzo 2023 con la seconda stagione di "I am Georgina".